# Дареев, Галсан Евгеньевич
Галсан Евгеньевич Дареев (род. 16 июня 1975 года, Якутск, ЯАССР, СССР)— министр сельского хозяйства и продовольствия Республики Бурятия — заместитель Председателя Правительства Республики Бурятия по агропромышленному комплексу и развитию сельских территорий, кандидат экономических наук.

## Биография
Галсан Евгеньевич родился 16 июня 1975 г. в г. Якутске.
В 1992 году Галсан Евгеньевич окончил среднюю общеобразовательную школу № 19 г. Улан-Удэ.
В 1997 г. Дареев окончил Новосибирский государственный университет, получив квалификацию «экономист-математик». Специальность «Математические методы и исследование операций в экономике».
С 1998 г. работал научным сотрудником отдела науки Бурятской государственной сельскохозяйственной академии.
С 1999 г. Галсан Евгеньевич трудился старшим преподавателем кафедры менеджмента и права БГСХА.
В 2002 г. в Байкальском университете экономики и права (г. Иркутск) защитил диссертацию на соискание ученой степени кандидата экономических наук. Тема диссертации: «Финансовое прогнозирование пенсионного фонда в депрессивном регионе». Специальность: 08.00.10: Финансы, денежное обращение и кредит. Научный руководитель — В. И. Самаруха.
В 2005 г. Дареев был назначен заведующим кафедрой «Экономика и организация АПК». Кроме того, Галсан Евгеньевич являлся заместителем декана по науке экономического факультета БГСХА.
10 июля 2019 года вступил в должность ректора Бурятской ГСХА имени В. Р. Филиппова в соответствии с приказом Министерства сельского хозяйства Российской Федерации.
18 января 2021 года назначен Министром сельского хозяйства и продовольствия Бурятии и Заместителем Председателя Правительства Республики Бурятия по агропромышленному комплексу и развитию сельских территорий.
Стажировался и вел научно-преподавательскую деятельность не только в России, но и за рубежом (Университет Хельсинки, Финляндия, 2002 г., Шведский университет сельскохозяйственных наук, Уппсала, Швеция, 2002 г., Колорадский государственный университет, Форт Коллинз, США, 2003 г., Университет Удине, Италия, 2006 г., Университет природных ресурсов и естественных наук, Вена, Австрия, 2006 г., Варшавский университет естественных наук, Польша, 2011 г., Монгольский государственный сельскохозяйственный университет, Улан-Батор, 2013 г., Университет Хойенхайм, Штутгарт, Германия, 2016 г.)

## Политическая деятельность
Являлся членом Коммунистической партии Российской Федерации.
В 2017 г. избирался председателем Бурятского регионального отделения российских учёных социалистической ориентации (БРО РУСО).
В 2018 г. был избран депутатом Народного Хурала по партийному списку КПРФ. В 2019 году вышел из рядов КПРФ.

## Награды
- Почетная грамота Министерства образования и науки Республики Бурятия
- Почетная грамота Министерства финансов Республики Бурятия
- Почетная грамота Республики Бурятия
- Благодарственное письмо Администрации Главы Республики Бурятия и Правительства Республики Бурятия